# ورزشگاه لعل بهادر شاستری
ورزشگاه لعل بهادر شاستری که پیشتر به نام فاتح میدان شناخته می‌شد یک ورزشگاه چند منظوره در حیدرآباد (هند) است که بیشتر برای کریکت و فوتبال از آن استفاده می‌شود.

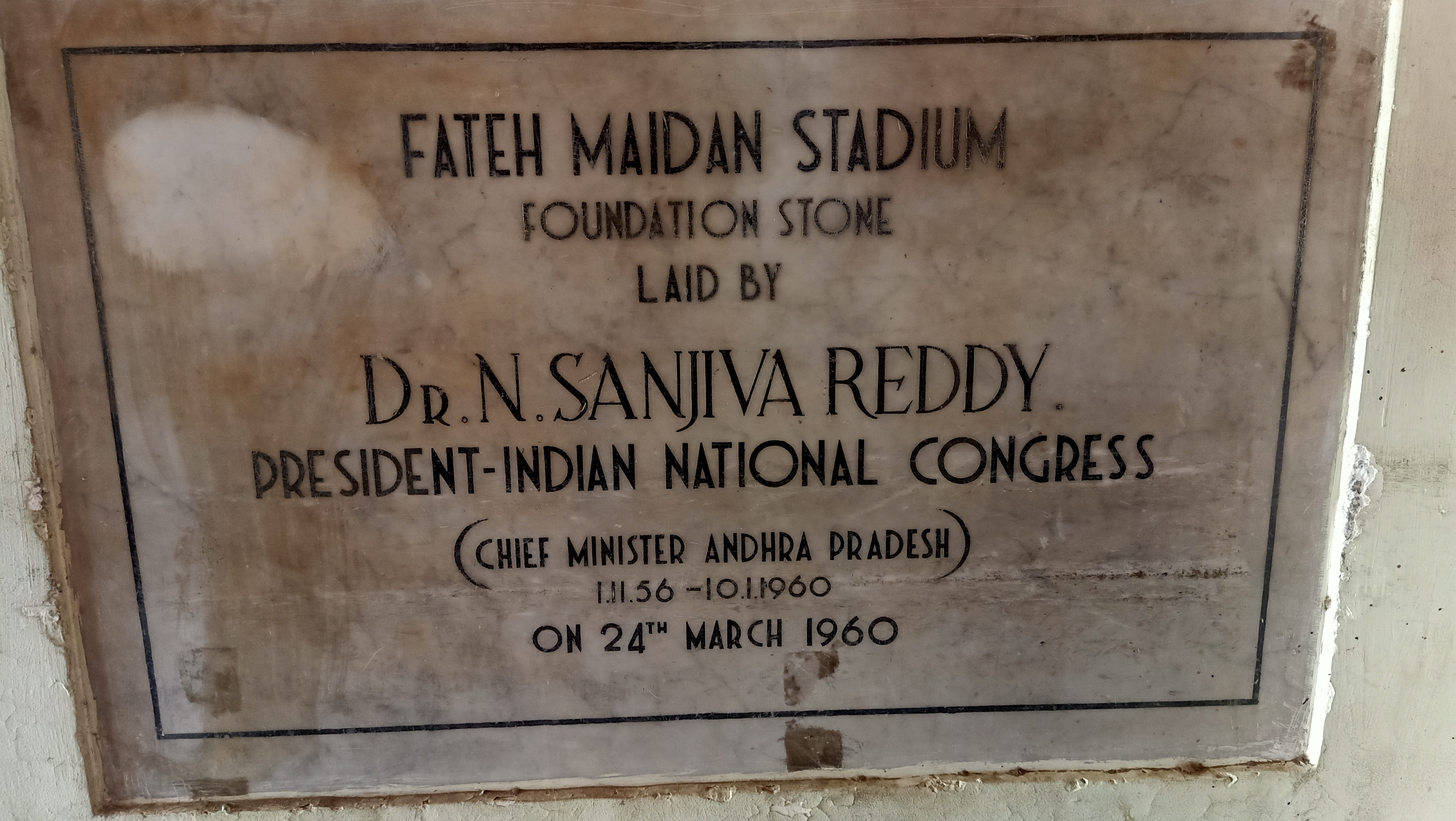
سنگ‌بنای ورزشگاه فاتح میدان

در سال ۱۹۶۷ نام این محل در یادبود نخست‌وزیر هند به بهادر شاستری تغییر کرد.